# Прокопис Павлопулос
Прокопис Павлопулос (на гръцки: Προκόπης Παυλόπουλος) е гръцки политик, президент на Гърция от 2015 до 2020 г.

## Биография
Прокопис Павлопулос учи гимназия в родния си град Каламата, след което завършва право в Атинския университет. През 1974 г. за кратко е секретар на президента Михаил Стасинопулос. Защитава докторат в Париж (1977). Отслужва военната си служба през 1978 – 79 г. От 1980 г. е преподавател по право в Атинския университет, а от 1989 г. става професор.
През 1989 – 1990 е министър и говорител на правителството на националното единство на Ксенофон Золотас. Ръководител на правния отдел към президетството при Константин Караманлис (1990 – 1995), а впоследствие е правен съветник на председателя на Нова демокрация Милтиадис Еверт. От 1996 г. е депутат от Нова демокрация.
В правителствата на Коста Караманлис първо е министър на вътрешните работи, държавната администрация и децентрализацията (2004 – 2007), а после – на вътрешните работи и обществения ред (2007 – 2009).
На 18 февруари 2015 г. по предложение на правителството на СИРИЗА и Независимите гърци на Алексис Ципрас и с подкрепата на неговата опозиционна Нова демокрация е избран от парламента с 233 гласа за президент на Гърция.
Прокопис Павлопулос е женен за Власия Пелцеми и има две дъщери и един син.